# Radziwiłka
Radziwiłka [rad͡ʑiˈviu̯ka] est un village polonais de la gmina de Młodzieszyn dans le powiat de Sochaczew et dans la voïvodie de Mazovie.
Il se situe à environ 2 kilomètres au nord-ouest de Młodzieszyn, à 11 kilomètres au nord de Sochaczew et à 57 kilomètres à l'ouest de Varsovie.
Le village compte approximativement 55 habitants en 2004.